# Clarín (diari)
|  | Aquest article tracta sobre el diari. Si cerqueu l'escriptor, vegeu «Leopoldo Alas». |

Clarín és un periòdic en castellà editat a la ciutat de Buenos Aires. Va ser fundat per Roberto Noble el 28 d'agost de 1945, actualment el seu director és Héctor Magnetto. Té un tiratge diari de més de 300.000 exemplars, essent el periòdic amb més tiratge de l'Argentina i un dels periòdics en castellà amb més difusió a nivell global. El diari s'editava en els tallers de Noticias Gráficas.